# Лектым
Лектым — река в России, протекает по Чердынскому району Пермского края. Устье реки находится в 15 км от устья реки Берёзовая по левому берегу. Длина реки составляет 17 км.
Исток реки на западных склонах горы Коркасская (516 НУМ) в 19 км к северо-западу от посёлка Валай. Река течёт на север и северо-восток. Всё течение проходит среди холмов, покрытых таёжным лесом, течение — быстрое. Впадает в Берёзовую напротив посёлка Булдырья, других населённых пунктов на реке нет.

## Данные водного реестра
По данным государственного водного реестра России относится к Камскому бассейновому округу, водохозяйственный участок реки — Кама от водомерного поста у села Бондюг до города Березники, речной подбассейн реки — бассейны притоков Камы до впадения Белой. Речной бассейн реки — Кама.
Код объекта в государственном водном реестре — 10010100212111100006178.